# Col Agnel
Pour les articles homonymes, voir Agnel.
Le col Agnel (en italien Colle dell'Agnello), à 2 743 ou 2 744 ou 2 748 mètres d'altitude, relie la France (Hautes-Alpes) et l'Italie (Piémont). Il est le deuxième plus haut col routier des Alpes françaises juste derrière le col de l'Iseran (2 764 m) et le deuxième plus haut col routier des Alpes italiennes derrière le col du Stelvio (2 758 m). Point de passage entre le Pain de Sucre et la Punta dell'Alp, ce col est fermé en période hivernale en raison de la neige.
Du côté du Queyras, la route du col démarre à Ville-Vieille (commune de Château-Ville-Vieille), puis franchit Molines-en-Queyras. Au col, un point de vue panoramique est offert : à l'horizon, la Barre des Écrins, le mont Pelvoux et la Meije (tous ces sommets à plus ou moins 4 000 m) ; sur la frontière, vraiment tout proches, le Pain de Sucre (3 208 m), belvédère très fréquenté l'été par les randonneurs et le pic d'Asti (3 220 m), réservé aux alpinistes (sommets pointus à gauche sur la photo) ; du côté de l'Italie : le mont Viso (3 841 m) est assez proche (le sommet enneigé à droite sur la photo).
Du côté du val Varaita, la route du col démarre à Villanovetta (commune de Verzuolo), puis franchit Casteldelfino.

## Cyclisme

### Profil
Le versant italien à l'est est particulièrement difficile, avec une section finale de 10 km à 9,5 % de moyenne, entre 1 800 et 2 740 m d'altitude.

### Tour d'Italie
Le Tour d'Italie l'a escaladé à quatre reprises en 1994 (20e étape), 2000 (19e étape), 2007 (12e étape) et 2016 (19e étape). 
En 2016, Michele Scarponi franchit le col en tête. Ilnur Zakarin chuta dans la descente du col sur le versant français et dut abandonner. Steven Kruijswijk chuta aussi dans la descente sur un mur de neige, sans gravité. Mais distancé dans cette descente par les autres favoris, il perdit son maillot rose.
L'ascension de ce col était prévue lors de la 20e étape du Giro 2020 mais ce fut annulé du fait des nouvelles mesures contre le COVID-19, interdisant le passage en France.
Chianale, à 1 800 m d'altitude sur le versant sud-est, a aussi accueilli trois arrivées du Giro, en 1993, 1995 et 2003, sans toutefois franchir le col.

### Tour de France
Les coureurs du Tour de France ont passé pour la première fois ce col, classé hors catégorie, le 20 juillet 2008 lors de la 15e étape du Tour de France 2008 entre Embrun et Prato Nevoso. C'est l'Espagnol Egoi Martínez qui est passé en tête au col, dans la descente Óscar Pereiro chute lourdement et reste un moment inanimé. Il est évacué à l'hôpital et doit abandonner. Ce col ne devait initialement pas être franchi : c'est à la suite d'une modification du parcours, à cause du franchissement du col de Larche jugé trop dangereux, que le départ d'étape fut déplacé de Digne-les-Bains à Embrun et que le col Agnel fut programmé.
En 2011, le Tour a emprunté pour la seconde fois ce col lors de la 18e étape entre Pignerol et le col du Galibier, pour la première fois par son versant italien. C'est le Kazakh Maxim Iglinskiy qui est passé en tête.